# Друзі дітей Чорнобиля
«Дру́зі діте́й Чорно́биля» (англ. Friends of Chernobyl's Children) — благодійна організація, заснована у 1995 році у Великій Британії. Організація займається щорічним перевезенням дітей у зоні ризику з Республіки Білорусь до Сполученого Королівства на один місяць.
«Друзі дітей Чорнобиля» названа на честь Чорнобильської катастрофи, що сталась у 1986 році. Ця організація є однією з найстаріших із 20 благодійних організацій зі згадкою Чорнобиля в назві, зареєстрованих через Комісію з питань благодійності Англії та Уельсу.

## Нагороди
- Засновник і керівник благодійної організації Олвін Кео став кавалером ордена Британської імперії у 2007 році «за заслуги перед дітьми, які постраждали від Чорнобильської катастрофи в Білорусі»[2].